# Robert Swift
Robert Christen Swift (Bakersfield, California, 3 de diciembre de 1985) es un exjugador de baloncesto de nacionalidad estadounidense y española. Su último equipo en la NBA fue Oklahoma City Thunder.

## Carrera

### Instituto
Jugó tres temporadas en el Instituto Garces Memorial, siendo transferido en su año sénior al Instituto Bakersfield. Durante su periodo en Garces, el pequeño instituto católico se coló entre los 25 mejores según el USA Today, siendo liderados por Swift tres años consecutivos a las semifinales estatales. En sus dos campañas en Garces, promedió 11 puntos, 5.6 rebotes y 4.1 tapones en su año freshman, y 14.5 puntos, 11.4 rebotes y 5 tapones en el sophomore.
Sus años júnior y sénior los jugó en Bakersfield, manteniendo unos números dominantes. En su año júnior, Swift firmó 19.7 puntos, 11.4 rebotes y 4.7 tapones por partido, por los 18.8, 15.9 y 6.2 del sénior. Además, fue nombrado MVP del California Prep Invitational Tournament en diciembre tras anotar 20 puntos para liderar a Bakersfield a la victoria en la final ante Clovis West por 50-46. 
Finalizó su carrera en el instituto con 2.044 puntos, la novena mejor marca en la historia de la Central Section, y 1.503 rebotes, segunda mejor marca. Jugó en el equipo del Oeste del partido McDonald’s High School All-American, firmando 10 puntos y 4 rebotes en 19 minutos. Participó también en el EA Sports Roundball Classic, en el mismo combinado, teniendo esta vez por números 17 puntos, 12 rebotes y 4 tapones. 

### Universidad
Firmó un compromiso para jugar becado en los USC Trojans, pero descartó finalmente su paso por el baloncesto universitario tras ser elegido en el Draft de la NBA de 2004. 

### NBA
Swift fue seleccionado por Seattle SuperSonics en la 12.ª posición del Draft de la NBA de 2004. En su primera temporada no jugó, apenas disputando solamente 16 partidos y promediando 0.9 puntos en 4.5 minutos por partido. Sin embargo, en su segunda campaña jugó 47 partidos, 20 de ellos de titular, en los que firmó 6.4 puntos, 5.6 rebotes y 1.19 tapones por noche, aumentando considerablemente sus prestaciones. 
Debido a una grave lesión de rodilla, Swift se tuvo que perder toda la temporada 2006-07.

## Prisión
Abandonó el baloncesto y entró en una espiral de drogas que le llevó a la bancarrota. El 9 de enero de 2015 Swift fue arrestado por tenencia ilegal de armas, y condenado a un mes de prisión. Tras salir de la cárcel, rehízo su vida y volvió a practicar deporte a nivel aficionado.

## Estadísticas

### Temporada regular
| Año     | Equipo        | PJ | PT | MPP  | %TC  | %3P  | %TL   | RPP | APP | ROB | TPP | PPP |
| ------- | ------------- | -- | -- | ---- | ---- | ---- | ----- | --- | --- | --- | --- | --- |
| 2004–05 | Seattle       | 16 | 0  | 4.5  | .455 | .000 | .556  | .3  | .1  | .1  | .4  | .9  |
| 2005–06 | Seattle       | 47 | 20 | 21.0 | .515 | .000 | .582  | 5.6 | .2  | .3  | 1.2 | 6.4 |
| 2007–08 | Seattle       | 8  | 4  | 12.3 | .353 | .000 | 1.000 | 2.3 | .1  | .6  | .8  | 1.8 |
| 2008-09 | Oklahoma City | 26 | 10 | 13.2 | .521 | .000 | .750  | 3.4 | .3  | .2  | .6  | 3.3 |
| Total   |               | 97 | 34 | 15.5 | .506 | .000 | .610  | 3.9 | .3  | .2  | .8  | 4.3 |

## Trivia
- Usa el #31 porque en su temporada freshman en High School no le dieron mucha elección para el dorsal.
- Michael Jordan y Shaquille O'Neal son sus ídolos.
- Compartió equipo con el hijo de Lonnie Shelton, antiguo jugador de los Sonics, en Bakersfield.